# Коста-Рика на летних Олимпийских играх 1980
Коста-Рика принимала участие в Летних Олимпийских играх 1980 года в Москве (СССР) в шестой раз за свою историю, но не завоевала ни одной медали. Сборная страны состояла из 29 спортсменов (28 мужчин, 1 женщина).